# ГЕС Yên Sơn
ГЕС Yên Sơn  – гідроелектростанція, що споруджується у північній частині В’єтнаму. Знаходячись після ГЕС Chiêm Hóa (48 МВт), становитиме нижній ступінь в каскаді на річці Гам, лівій притоці Ло, котра в свою чергу є лівою притокою Хонгхи (біля Хайфону впадає у Тонкінську затокуПівденно-Китайського моря).
В межах проекту річку перекриють греблею, яка утримуватиме невелике водосховище з об’ємом 9,5 млн м3. Із нього живитиметься машинний зал, де повинні встановити дві турбіни типу Каплан загальною потужністю 70 МВт, розраховані на виробітку 296 млн кВт-год електроенергії на рік.
Первісно планувалось ввести станцію в експлуатацію у 2016-му, проте роботи посувались із затримкою, зокрема, через суперечку інвестора з місцевими мешканцями щодо виплати компенсацій. Наразі завершення станції заплановане на 2018 рік.